# Phaeomegaceros
Phaeomegaceros é um género de antóceros pertencente à família Dendrocerotaceae, que inclui, na sua presente circunscrição taxonómica, ste espécies validamente descritas.

## Espécies
O género Phaeomegaceros inclui as seguintes espécies:
- Phaeomegaceros chiloensis
- Phaeomegaceros coriaceus
- Phaeomegaceros fimbriatus
- Phaeomegaceros foveatus
- Phaeomegaceros hirticalyx
- Phaeomegaceros skottsbergii
- Phaeomegaceros squamuliger